# Cetuximab
El cetuximab es un medicamento que se utiliza para el tratamiento del cáncer de colon y otros tipos de cáncer de células escamosas que afectan a la cabeza y el cuello, como algunos tumores de la boca o la laringe. Se administra una vez a la semana por vía intravenosa.
Es un anticuerpo monoclonal, es decir una proteína que se adhiere a una estructura específica del interior del organismo y anula su función. Existen diferentes medicamentos con los que comparte este mecanismo de acción, por ejemplo rituximab, bevacizumab y ranibizumab.
El cetuximab se une al antígeno llamado EGFR (receptor del factor de crecimiento epidérmico) y lo bloquea. Como consecuencia la célula tumoral no recibe los mensajes bioquímicos que estimulan su propagación y el crecimiento del tumor se enlentece. Más del 80 % de los cánceres de colon, y alrededor del 90% de los de cabeza y cuello, tienen el antígeno EGFR en la superficie de sus células, por lo cual son sensibles a la acción del fármaco.
Se emplea combinado con otros tratamientos como radioterapia o quimioterapia. Su acción no es curativa, pues no elimina el tumor, solamente retrasa su crecimiento y mejora las expectativas de vida en los pacientes. Su utilización fue aprobada en la Unión Europea en junio de 2004 y renovada en junio del 2010.

## Efectos Adversos
Los anticuerpos dirigidos a EGFR tienen un perfil de efectos adversos similares al de los inhibidores de proteína de tirosina cinasa de EGFR de primera generación, entre ellos se encuentran:
- Erupción acneiforme (en la mayoría de los casos)
- Prurito
- Cambios en uñas
- Dolor de cabeza
- Diarrea.

Sin embargo, también es un fármaco teratógeno, lo que quiere decir que cetuximab puede transmitirse al feto en desarrollo durante el embarazo y puede causar daño.

#### Efectos adversos poco comunes.
- Reacción a la infusión (-3%)
- Paro cardiopulmonar (2-3%)
- Enfermedad pulmonar intersticial
- Desequilibrios hidroeléctricos séricos, principalmente hipomagnesemia.[2]